# Anderson Patric Aguiar Oliveira
Anderson Patric Aguiar Oliveira (Macapá, Amapá, 26 de octubre de 1987), conocido deportivamente como Patric, es un futbolista brasileño. Juega de delantero y su equipo es el Zweigen Kanazawa de la J3 League de Japón.

## Trayectoria

### Clubes
| Club                           | País   | Año       |
| ------------------------------ | ------ | --------- |
| Paysandu S. C.                 | Brasil | 2008      |
| C. A. Vila Rica                | Brasil | 2008      |
| Santa Cruz F. C.               | Brasil | 2008      |
| Salgueiro A. C.                | Brasil | 2008      |
| Icasa                          | Brasil | 2009      |
| E. C. Democrata                | Brasil | 2009      |
| Vera Cruz F. C.                | Brasil | 2009      |
| S. E. R. São José              | Brasil | 2009      |
| Americano F. C.                | Brasil | 2010      |
| Mixto E. C.                    | Brasil | 2010      |
| C. R. Vasco da Gama            | Brasil | 2010-2011 |
| Vila Nova F. C.                | Brasil | 2012      |
| Atlético Goianiense            | Brasil | 2012      |
| Kawasaki Frontale (préstamo)   | Japón  | 2013      |
| Ventforet Kofu (préstamo)      | Japón  | 2013      |
| Fortaleza E. C. (préstamo)     | Brasil | 2014      |
| Gamba Osaka                    | Japón  | 2014-2017 |
| Sanfrecce Hiroshima (préstamo) | Japón  | 2017-2018 |
| Sanfrecce Hiroshima            | Japón  | 2019      |
| Gamba Osaka (préstamo)         | Japón  | 2019      |
| Gamba Osaka                    | Japón  | 2020-2022 |
| Kyoto Sanga F. C.              | Japón  | 2023      |
| Nagoya Grampus                 | Japón  | 2024      |
| Zweigen Kanazawa               | Japón  | 2025-     |

## Estadísticas

### Clubes
- Actualizado hasta el 18 de junio de 2016. No se incluyen los datos de sus pasos por Paysandu, Vila Rica, Santa Cruz, Salgueiro, Icasa, Vera Cruz y São José.

| Club | Div.          | Temporada     | Liga  | Liga  | Liga   | Estatales(1) | Estatales(1) | Estatales(1) | Copas nacionales(2) | Copas nacionales(2) | Copas nacionales(2) | Copas internacionales(3) | Copas internacionales(3) | Copas internacionales(3) | Total | Total | Total  | Media goleadora(4) |
| Club | Div.          | Temporada     | Part. | Goles | Asist. | Part.        | Goles        | Asist.       | Part.               | Goles               | Asist.              | Part.                    | Goles                    | Asist.                   | Part. | Goles | Asist. | Media goleadora(4) |
| --- | ------------- | ------------- | ----- | ----- | ------ | ------------ | ------------ | ------------ | ------------------- | ------------------- | ------------------- | ------------------------ | ------------------------ | ------------------------ | ----- | ----- | ------ | ------------------ |
| Democrata · Brasil | 3.ª           | 2009          | —     | —     | —      | 2            | 0            | 0            | —                   | —                   | —                   | —                        | —                        | —                        | 2     | 0     | 0      | 0,00               |
| Democrata · Brasil | Total club    | Total club    | 0     | 0     | 0      | 2            | 0            | 0            | 0                   | 0                   | 0                   | 0                        | 0                        | 0                        | 2     | 0     | 0      | 0,00               |
| Americano · Brasil | 3.ª           | 2010          | —     | —     | —      | 4            | 2            | 0            | —                   | —                   | —                   | —                        | —                        | —                        | 4     | 2     | 0      | 0,50               |
| Americano · Brasil | Total club    | Total club    | 0     | 0     | 0      | 4            | 2            | 0            | 0                   | 0                   | 0                   | 0                        | 0                        | 0                        | 4     | 2     | 0      | 0,50               |
| Mixto · Brasil | 4.ª           | 2010          | 8     | 7     | 0      | —            | —            | —            | —                   | —                   | —                   | —                        | —                        | —                        | 8     | 7     | 0      | 0,88               |
| Mixto · Brasil | Total club    | Total club    | 8     | 7     | 0      | 0            | 0            | 0            | 0                   | 0                   | 0                   | 0                        | 0                        | 0                        | 8     | 7     | 0      | 0,88               |
| Vasco da Gama · Brasil | 1.ª           | 2011          | 2     | 0     | 0      | —            | —            | —            | —                   | —                   | —                   | 2                        | 0                        | 0                        | 4     | 0     | 0      | 0,00               |
| Vasco da Gama · Brasil | Total club    | Total club    | 2     | 0     | 0      | 0            | 0            | 0            | 0                   | 0                   | 0                   | 2                        | 0                        | 0                        | 4     | 0     | 0      | 0,00               |
| Vila Nova · Brasil | 3.ª           | 2012          | —     | —     | —      | 20           | 14           | 0            | —                   | —                   | —                   | —                        | —                        | —                        | 20    | 14    | 0      | 0,70               |
| Vila Nova · Brasil | Total club    | Total club    | 0     | 0     | 0      | 20           | 14           | 0            | 0                   | 0                   | 0                   | 0                        | 0                        | 0                        | 20    | 14    | 0      | 0,70               |
| Atlético Goianiense · Brasil | 1.ª           | 2012          | 27    | 4     | 2      | —            | —            | —            | —                   | —                   | —                   | 3                        | 0                        | 0                        | 30    | 4     | 2      | 0,13               |
| Atlético Goianiense · Brasil | Total club    | Total club    | 27    | 4     | 2      | 0            | 0            | 0            | 0                   | 0                   | 0                   | 3                        | 0                        | 0                        | 30    | 4     | 2      | 0,13               |
| Kawasaki Frontale Japón | 1.ª           | 2013          | 8     | 2     | 0      | —            | —            | —            | 5                   | 1                   | 0                   | —                        | —                        | —                        | 13    | 3     | 0      | 0,23               |
| Kawasaki Frontale Japón | Total club    | Total club    | 8     | 2     | 0      | 0            | 0            | 0            | 5                   | 1                   | 0                   | 0                        | 0                        | 0                        | 13    | 3     | 0      | 0,23               |
| Ventforet Kofu Japón | 1.ª           | 2013          | 16    | 5     | 2      | —            | —            | —            | 2                   | 1                   | 0                   | —                        | —                        | —                        | 18    | 6     | 2      | 0,33               |
| Ventforet Kofu Japón | Total club    | Total club    | 16    | 5     | 2      | 0            | 0            | 0            | 2                   | 1                   | 0                   | 0                        | 0                        | 0                        | 18    | 6     | 2      | 0,33               |
| Fortaleza · Brasil | 3.ª           | 2014          | 3     | 0     | 0      | —            | —            | —            | —                   | —                   | —                   | —                        | —                        | —                        | 3     | 0     | 0      | 0,00               |
| Fortaleza · Brasil | Total club    | Total club    | 3     | 0     | 0      | 0            | 0            | 0            | 0                   | 0                   | 0                   | 0                        | 0                        | 0                        | 3     | 0     | 0      | 0,00               |
| Gamba Osaka Japón | 1.ª           | 2014          | 19    | 9     | 5      | —            | —            | —            | 8                   | 6                   | 3                   | —                        | —                        | —                        | 27    | 15    | 8      | 0,56               |
| Gamba Osaka Japón | 1.ª           | 2015          | 35    | 13    | 7      | —            | —            | —            | 8                   | 3                   | 3                   | 12                       | 4                        | 1                        | 55    | 20    | 11     | 0,36               |
| Gamba Osaka Japón | 1.ª           | 2016          | 10    | 0     | 3      | —            | —            | —            | 1                   | 0                   | 0                   | 5                        | 1                        | 1                        | 16    | 1     | 4      | 0,06               |
| Gamba Osaka Japón | Total club    | Total club    | 64    | 22    | 15     | 0            | 0            | 0            | 17                  | 9                   | 6                   | 17                       | 5                        | 2                        | 98    | 36    | 23     | 0,37               |
| Total carrera | Total carrera | Total carrera | 128   | 40    | 19     | 26           | 16           | 0            | 24                  | 11                  | 6                   | 22                       | 5                        | 2                        | 200   | 72    | 27     | 0,36               |
| (1) Incluye datos de Campeonato Mineiro (2009), Campeonato Carioca (2010) y Campeonato Goiano (2012). (2) Incluye datos de Copa del Emperador (2013-Presente), Copa J. League (2013-Presente) y Supercopa de Japón (2015 y 2016). (3) Incluye datos de Copa Sudamericana (2011 y 2012), Liga de Campeones de la AFC (2015 y 2016) y Copa Suruga Bank (2015). (4) No incluye goles en partidos amistosos. |               |               |       |       |        |              |              |              |                     |                     |                     |                          |                          |                          |       |       |        |                    |

### Resumen estadístico
|                       | Partidos | Goles | Promedio |
| --------------------- | -------- | ----- | -------- |
| Liga                  | 128      | 40    | 0,31     |
| Estatales             | 26       | 16    | 0,62     |
| Copas nacionales      | 24       | 11    | 0,46     |
| Copas internacionales | 22       | 5     | 0,23     |
| Total                 | 200      | 72    | 0,36     |

## Palmarés

### Títulos nacionales
| Título             | Club           | País  | Año  |
| ------------------ | -------------- | ----- | ---- |
| Copa J. League     | Gamba Osaka    | Japón | 2014 |
| J1 League          | Gamba Osaka    | Japón | 2014 |
| Copa del Emperador | Gamba Osaka    | Japón | 2014 |
| Supercopa de Japón | Gamba Osaka    | Japón | 2015 |
| Copa del Emperador | Gamba Osaka    | Japón | 2015 |
| Copa J. League     | Nagoya Grampus | Japón | 2024 |

### Distinciones individuales
| Distinción                                 | Año  |
| ------------------------------------------ | ---- |
| Mejor jugador de la Copa J. League         | 2014 |
| J. League Best XI                          | 2014 |
| Premio al Jugador Superior de la J. League | 2014 |
| Premio al Jugador Superior de la J. League | 2015 |
| MVP de Mayo de la J. League                | 2018 |